# Anne Robillard
 (mars 2025).
Pour les articles homonymes, voir Robillard.
Œuvres principales
- Série Les Chevaliers d'Émeraude (2003-2008)

Anne Robillard, née le 9 février 1955 à Longueuil au Québec, est une écrivaine québécoise de fantasy.
Elle est connue notamment pour Les Chevaliers d'Émeraude, une saga se déroulant sur le continent d'Enkidiev, un monde magique que les Chevaliers d'Émeraude devront protéger.
En plus de cette saga, elle a aussi écrit de nombreux livres, tels que Qui est Terra Wilder ?, sorti en 2006, et sa suite, Capitaine Wilder, les séries A.N.G.E., Les Héritiers d'Enkidiev et Les Ailes d'Alexanne.

## Œuvres

### UniversLes Chevaliers d'Émeraude

#### SérieLes Chevaliers d'Émeraude
- Privilège de roi, Wellan Inc., 2010, 246 p.  (ISBN 978-2-9810428-3-5)Écrit avec Martial Grisé. Préquelle de la série
- Les Premiers Chevaliers, Wellan Inc., 2020, 320 p.  (ISBN 978-2-925162-23-0)Tome 0

1. Le Feu dans le ciel, Mortagne, 2003, 341 p.  (ISBN 978-2-89074-662-6)
2. Les Dragons de l'empereur noir, Mortagne, 2003, 430 p.  (ISBN 978-2-89074-672-5)
3. Piège au royaume des ombres, Mortagne, 2003, 478 p.  (ISBN 978-2-89074-674-9)
4. La Princesse rebelle, Mortagne, 2004, 494 p.  (ISBN 978-2-89074-676-3)
5. L'Île des lézards, Mortagne, 2004, 478 p.  (ISBN 978-2-89074-678-7)
6. Le Journal d'Onyx, Mortagne, 2004, 477 p.  (ISBN 978-2-89074-680-0)
7. L'Enlèvement, Mortagne, 2005, 491 p.  (ISBN 978-2-89074-682-4)
8. Les Dieux déchus, Mortagne, 2006, 526 p.  (ISBN 978-2-89074-684-8)
9. L'Héritage de Danalieth, Mortagne, 2006, 525 p.  (ISBN 978-2-89074-686-2)
10. Représailles, Mortagne, 2007, 509 p.  (ISBN 978-2-89074-688-6)
11. La Justice céleste, Mortagne, 2007, 478 p.  (ISBN 978-2-89074-690-9)
12. Irianeth, Mortagne, 2008, 604 p.  (ISBN 978-2-89074-692-3)

#### SérieLes Héritiers d'Enkidiev
1. Renaissance, Wellan Inc., 2010, 459 p.  (ISBN 978-2-9810428-2-8)
2. Nouveau Monde, Wellan Inc., 2010, 471 p.  (ISBN 978-2-9810428-5-9)
3. Les Dieux ailés, Wellan Inc., 2011, 480 p.  (ISBN 978-2-9810428-8-0)
4. Le Sanctuaire, Wellan Inc., 2011, 448 p.  (ISBN 978-2-923925-02-8)
5. Abussos, Wellan Inc., 2012, 450 p.  (ISBN 978-2-923925-08-0)
6. Nemeroff, Wellan Inc., 2012, 458 p.  (ISBN 978-2-923925-55-4)
7. Le Conquérant, Wellan Inc., 2013, 463 p.  (ISBN 978-2-923925-57-8)
8. An-Anshar, Wellan Inc., 2013, 456 p.  (ISBN 978-2-923925-60-8)
9. Mirages, Wellan Inc., 2014, 456 p.  (ISBN 978-2-923925-62-2)
10. Déchéance, Wellan Inc., 2014, 451 p.  (ISBN 978-2-923925-64-6)
11. Double Allégeance, Wellan Inc., 2015, 456 p.  (ISBN 978-2-924442-28-9)
12. Kimaati, Wellan Inc., 2015, 416 p.  (ISBN 978-2-924442-45-6)

#### SérieLes Chevaliers d'Antarès
1. Descente aux enfers, Wellan Inc., 2016, 343 p.  (ISBN 978-2-924442-48-7)
2. Basilics, Wellan Inc., 2016, 343 p.  (ISBN 978-2-924442-49-4)
3. Manticores, Wellan Inc., 2016, 336 p.  (ISBN 978-2-924442-50-0)
4. Chimères, Wellan Inc., 2016, 344 p.  (ISBN 978-2-924442-57-9)
5. Salamandres, Wellan Inc., 2017, 344 p.  (ISBN 978-2-924442-58-6)
6. Les Sorciers, Wellan Inc., 2017, 344 p.  (ISBN 978-2-924442-59-3)
7. Vent de trahison, Wellan Inc., 2017, 344 p.  (ISBN 978-2-924442-60-9)
8. Porteur d'espoir, Wellan Inc., 2017, 344 p.  (ISBN 978-2-924442-61-6)
9. Justiciers, Wellan Inc., 2018, 344 p.  (ISBN 978-2-924442-62-3)
10. La Tourmente, Wellan Inc., 2018, 344 p.  (ISBN 978-2-924442-63-0)
11. Alliance, Wellan Inc., 2018, 344 p.  (ISBN 978-2-924442-64-7)
12. La Prophétie, Wellan Inc., 2018, 344 p.  (ISBN 978-2-924442-65-4)

#### SérieLégendes d'Ashur-Sîn
1. Aranéa, Wellan Inc., 2021, 344 p.  (ISBN 978-2-924442-85-2)
2. Azakhou, Wellan Inc., 2021, 320 p.  (ISBN 978-2-924442-86-9)
3. Dingirsigs, Wellan Inc., 2021, 304 p.  (ISBN 978-2-924442-87-6)
4. Antoum, Wellan Inc., 2021, 312 p.  (ISBN 978-2-924442-88-3)
5. Naroux, Wellan Inc., 2022, 320 p.  (ISBN 978-2-924442-91-3)
6. Cinn, Wellan Inc., 2022, 321 p.  (ISBN 978-2-924442-92-0)
7. Naja, Wellan Inc., 2022, 312 p.  (ISBN 978-2-924442-93-7)

#### SérieLes Magiciens d'Enkidiev
1. Anthel, Wellan Inc., 2023, 312 p.  (ISBN 978-2-925162-13-1)
2. Mériador, Wellan Inc., 2023, 320 p.  (ISBN 978-2-925162-19-3)
3. Sayek, Wellan Inc., 2024, 320 p.  (ISBN 978-2-925162-26-1)
4. Cawley, Wellan Inc., 2024, 320 p.  (ISBN 978-2-925162-43-8)
5. Jorame, Wellan Inc., 2024, 314 p.  (ISBN 978-2-925162-45-2)
6. Abrahée, Wellan Inc., 2025, 341 p.Sorti uniquement en numérique

#### Guides
- Les Fêtes de Parandar, Michel Brûlé, 2008, 256 p.  (ISBN 978-2-89485-428-0)Écrit avec Brigitte Boucher-Paré. Sous-titré Réjouissances médiévales et secrets du banquet des Chevaliers d'émeraude
- Enkidiev, un monde à découvrir, Wellan Inc., 2008, 239 p.  (ISBN 978-2-9810428-0-4)Écrit avec Claudia Robillard.
- Enlilkisar, le nouveau monde, Wellan Inc., 2015, 87 p.  (ISBN 978-2-924442-36-4)Écrit avec Claudia Robillard et Aurélie Laget.
- Alnilam, le monde parallèle, Wellan Inc., 2018, 108 p.  (ISBN 978-2-924442-25-8)Écrit avec Claudia Robillard et Aurélie Laget.
- Enkidiev, le monde originel, Wellan Inc., 2020, 128 p.  (ISBN 978-2-924442-80-7)Écrit avec Claudia Robillard et Aurélie Laget.
- Le Monde d'Ashur-Sîn, le peuple de la lune, Wellan Inc., 2022, 60 p.  (ISBN 978-2-924442-99-9)Écrit avec Claudia Robillard et Aurélie Laget.

### SérieTerra Wilder
1. Qui est Terra Z Wilder ?, Mortagne, 2006, 622 p.  (ISBN 978-2-89074-716-6)
2. Capitaine Wilder, Mortagne, 2009, 541 p.  (ISBN 978-2-89074-805-7)
3. Béthanie Wilder, Wellan Inc., 2022, 392 p.  (ISBN 978-2-925162-12-4)

### SérieA.N.G.E.
1. Antichristus, Lanctôt, 2007, 336 p.  (ISBN 978-2-89485-370-2)
2. Reptilis, Lanctôt, 2007, 352 p.  (ISBN 978-2-89485-379-5)
3. Perfidia, Michel Brûlé, 2007, 368 p.  (ISBN 978-2-89485-399-3)
4. Sicarius, Michel Brûlé, 2008, 360 p.  (ISBN 978-2-89485-415-0)
5. Codex Angelicus, Michel Brûlé, 2009, 350 p.  (ISBN 978-2-89485-429-7)
6. Tribulare, Michel Brûlé, 2009, 342 p.  (ISBN 978-2-89485-460-0)
7. Absinthium, Wellan Inc., 2010, 349 p.  (ISBN 978-2-9810428-4-2)
8. Periculum, Wellan Inc., 2010, 330 p.  (ISBN 978-2-9810428-6-6)
9. Cenotaphium, Wellan Inc., 2011, 332 p.  (ISBN 978-2-9810428-9-7)
10. Obscuritas, Wellan Inc., 2012, 352 p.  (ISBN 978-2-923925-04-2)

- A.N.G.E. Personnel autorisé seulement, Wellan Inc., 2011, 280 p.  (ISBN 978-2-923925-03-5)Écrit avec Claudia Robillard.

### SérieLes Ailes d'Alexanne
1. 4 h 44, Guy Saint-Jean, 2010, 312 p.  (ISBN 978-2-89455-350-3)
2. Mikal, Guy Saint-Jean, 2010, 319 p.  (ISBN 978-2-89455-364-0)
3. Le Faucheur, Guy Saint-Jean, 2011, 327 p.  (ISBN 978-2-89455-475-3)
4. Sara-Anne, Guy Saint-Jean, 2013, 327 p.  (ISBN 978-2-89455-606-1)
5. Spirales, Guy Saint-Jean, 2014, 327 p.  (ISBN 978-2-89455-740-2)
6. Sirènes, Guy Saint-Jean, 2015, 336 p.  (ISBN 978-2-89455-521-7)
7. James, Guy Saint-Jean, 2016, 335 p.  (ISBN 978-2-89758-222-7)
8. Alba, Guy Saint-Jean, 2018, 327 p.  (ISBN 978-2-89758-429-0)
9. Éire, Guy Saint-Jean, 2019, 329 p.  (ISBN 978-2-89758-418-4)
10. Marie, Wellan Inc., 2022, 312 p.  (ISBN 978-2-925162-09-4)

### SérieLes Cordes de cristal
1. Épisode 1, Wellan Inc., 2012, 172 p.  (ISBN 978-2-923925-16-5)
2. Épisode 2, Wellan Inc., 2012, 180 p.  (ISBN 978-2-923925-56-1)
3. Épisode 3, Wellan Inc., 2013, 182 p.  (ISBN 978-2-923925-58-5)
4. Épisode 4, Wellan Inc., 2013, 182 p.  (ISBN 978-2-923925-59-2)
5. Épisode 5, Wellan Inc., 2013, 180 p.  (ISBN 978-2-923925-61-5)
6. Épisode 6, Wellan Inc., 2014, 180 p.  (ISBN 978-2-923925-63-9)
7. Épisode 7, Wellan Inc., 2014, 184 p.  (ISBN 978-2-923925-65-3)
8. Épisode 8, Wellan Inc., 2016, 184 p.  (ISBN 978-2-924442-29-6)
9. Épisode 9, Wellan Inc., 2016, 176 p.  (ISBN 978-2-924442-30-2)
10. Épisode 10, Wellan Inc., 2016, 184 p.  (ISBN 978-2-924442-31-9)

### SérieLe Retour de l'oiseau-tonnerre
1. L'Éveil, Wellan Inc., 2014, 443 p.  (ISBN 978-2-923925-66-0)
2. Perceptions, Wellan Inc., 2015, 368 p.  (ISBN 978-2-924442-27-2)
3. L'Envol, Wellan Inc., 2015, 366 p.  (ISBN 978-2-924442-35-7)

### SérieLa Malédiction des Dragensblöt
1. Le Château, Wellan Inc., 2019, 319 p.  (ISBN 978-2-924442-42-5)
2. Thorfrid et Brynjulf, Wellan Inc., 2019, 320 p.  (ISBN 978-2-924442-68-5)
3. Clara et Lionel, Wellan Inc., 2019, 320 p.  (ISBN 978-2-924442-70-8)
4. Esther et Isabel, Wellan Inc., 2020, 344 p.  (ISBN 978-2-924442-72-2)
5. Ulrik et Andrew, Wellan Inc., 2020, 344 p.  (ISBN 978-2-924442-74-6)
6. Rose et Sortiarie, Wellan Inc., 2020, 325 p.  (ISBN 978-2-924442-76-0)
7. Samuel et Emily, Wellan Inc., 2020, 327 p.  (ISBN 978-2-924442-78-4)

- Le Monde des Dragensblöt et sa terrible malédiction..., Wellan Inc., 2020, 59 p.  (ISBN 978-2-924442-84-5)Écrit avec Claudia Robillard et Aurélie Laget.

### SérieMaynard Bennett, enquêteur de l'étrange
1. L'Affaire Perry, Wellan Inc., 2023, 312 p.  (ISBN 978-2-925162-14-8)
2. L'Affaire Lafon, Wellan Inc., 2023, 320 p.  (ISBN 978-2-925162-21-6)
3. L'Affaire Johnson, Wellan Inc., 2024, 320 p.  (ISBN 978-2-925162-28-5)
4. L'Affaire Shepherd, Wellan Inc., 2024  (ISBN 978-2-925162-43-8)
5. L'Affaire Décarie, Wellan Inc., 2025  (ISBN 2-925162-60-6)

### Roman indépendant
- Les Chevaliers d'épées, Wellan Inc., 2019, 367 p.  (ISBN 978-2-924442-33-3)